# Oberamt Weinsberg

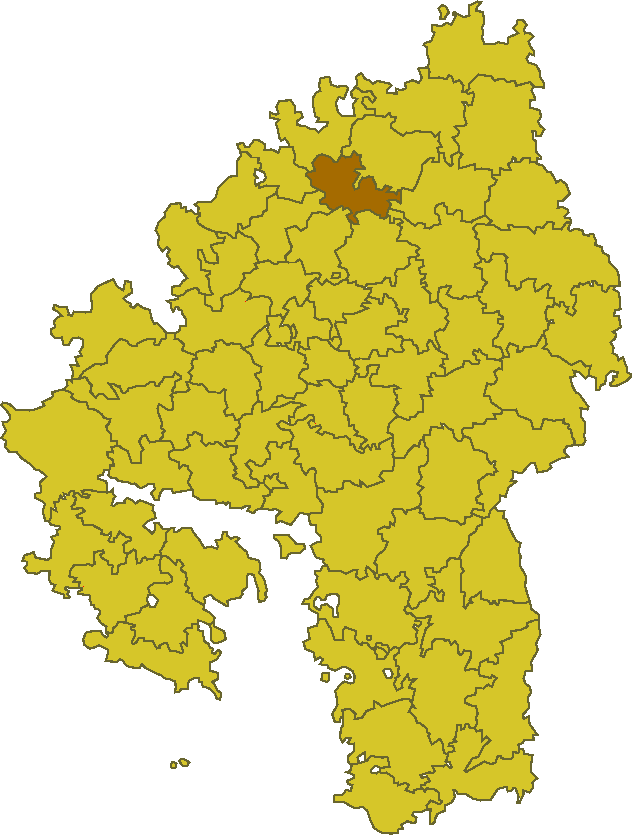
Lage des Oberamts Weinsberg in Württemberg um 1835

Das Oberamt Weinsberg war ein württembergisches Oberamt, das von 1755 bis 1926 bestand. Die Oberamtsstadt mit dem Sitz der Oberamtsverwaltung war Weinsberg.

## Größe und Lage
Die Fläche des Oberamts wird in der Oberamtsbeschreibung von 1861 (s. Literatur) mit 71.666 6/8 Morgen oder 4,1081 Quadratmeilen (etwa 226 km²) angegeben. Spätere Quellen geben für 1900 bzw. 1910 eine Fläche von 226,41 km² an. Das Oberamt war damit eines der kleineren in Württemberg (durchschnittliche Größe eines Oberamtes: 5,626 Quadratmeilen). Die Oberamtsstadt lag ganz im Westen des Oberamtsgebietes, das im Wesentlichen das Weinsberger Tal umfasste, aber auch Anteil an der Hohenloher Ebene, den Löwensteiner Bergen und am Mainhardter Wald hatte.
Das Oberamt grenzte im Nordwesten an das Oberamt Neckarsulm, im Nordosten an das Oberamt Öhringen, im Osten an die Oberämter Hall und Gaildorf, im Süden an die Oberämter Backnang und Marbach, im Südwesten an das Oberamt Besigheim und im Westen an das Oberamt Heilbronn.

## Bevölkerung
Das Oberamt Weinsberg zählte am 3. Dezember 1858 27.337 ortsangehörige und 24.550 ortsanwesende Einwohner, die weit überwiegend lutherischer Konfession waren (25.819 Lutherische zu 891 Katholiken, 213 Dissentern (Baptisten) und 414 Juden). Die Bevölkerungsdichte betrug 6.667 Ortsangehörige bzw. 5.983 Ortsanwesende pro Quadratmeile. Damit gehörte das Oberamt Weinsberg zu den am dichtesten besiedelten Bezirken Württembergs (württembergischer Durchschnittswert: 4.773 Ortsanwesende pro Quadratmeile). Am 1. Dezember 1900 betrug die Einwohnerzahl 23.358, am 1. Dezember 1910 23.166.

## Geschichte

Oberamt Weinsberg, Gebietsstand 1813, mit den früheren Herrschafts- und Ämtergrenzen
Legende

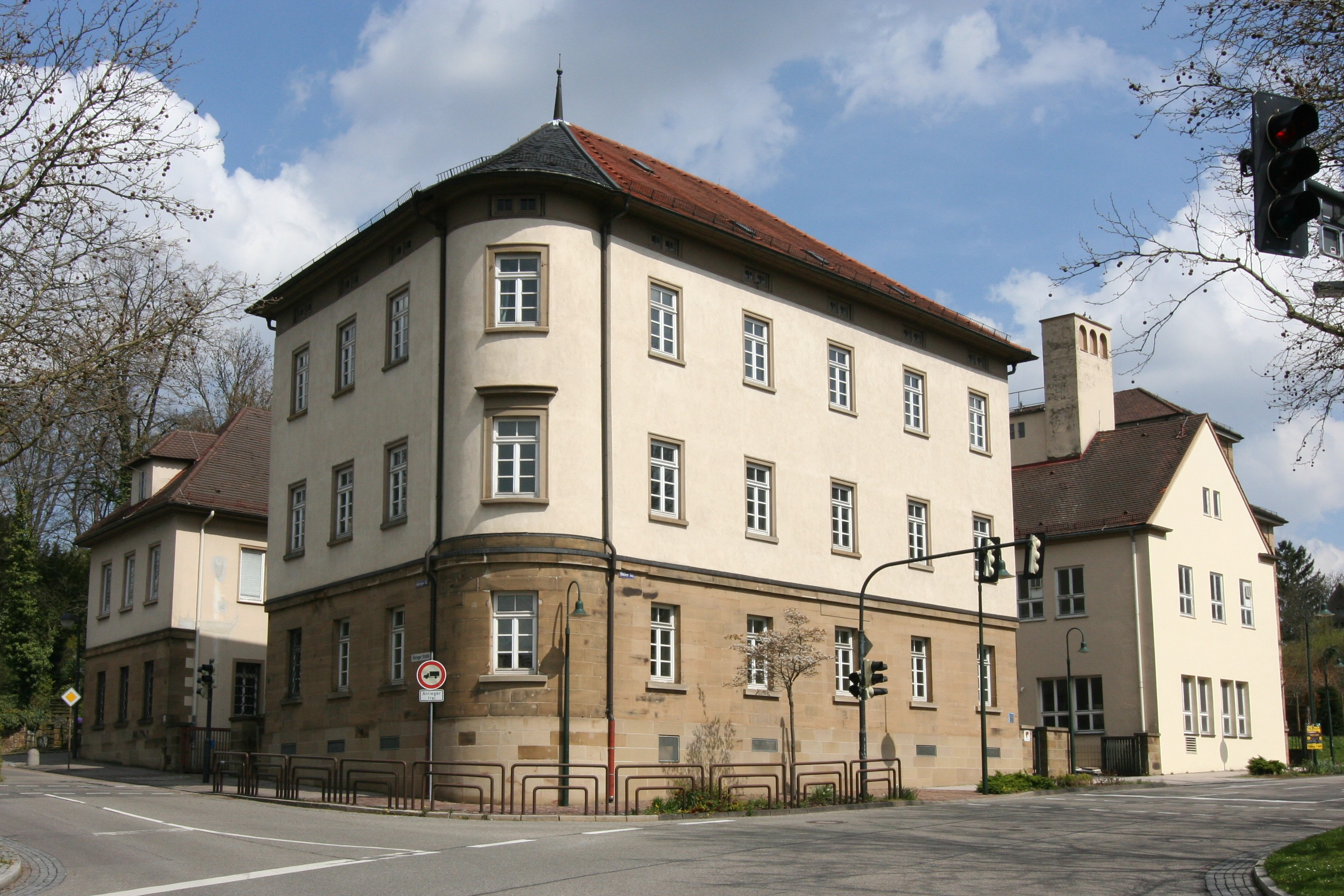
Das ehemalige Oberamtsgerichtsgebäude

1755 wurden in Württemberg die Obervögte abgeschafft. Die ihnen bisher untergeordneten Vögte wurden zu Oberamtmännern gemacht, die jeweils einem Oberamt vorstanden. 1755 entstand damit auch das altwürttembergische Oberamt Weinsberg aus dem Amt Weinsberg. Es blieb zunächst ein wenig wichtiges Oberamt an der württembergischen Grenze. Neben Weinsberg selbst gehörten Bitzfeld, Bretzfeld, Eberstadt, Ellhofen (teilweise), Gellmersbach (zur Hälfte), Grantschen, Hölzern, Hößlinsülz, Horkheim (heute Teil Heilbronns), Hütten (heute Teil Mainhardts), Rappach, Scheppach, Schwabbach (mit Siebeneich), Sülzbach, Willsbach und Wüstenrot zum Oberamt.
In den Jahren 1806 bis 1812 wurde das Oberamt dann um Orte aus den neu an Württemberg gefallenen Gebieten erweitert, im Einzelnen um die Johanniter-Commende Affaltrach, die deutschordensche Hälfte von Gellmersbach, das kloster-schöntalische Wimmental, die reichsritterschaftlichen Orte Eschenau, Lehrensteinsfeld, Maienfels (mit Neuhütten) und Weiler (mit Eichelberg) sowie um die hohenlohischen Orte Ammertsweiler, Ellhofen (teilweise), Finsterrot, Geddelsbach, Mainhardt (mit Geißelhardt und Lachweiler) und Unterheimbach. Gleichzeitig wurden verschiedene altwürttembergische Territorien wie die Reservatvogtei Löwenstein oder das Klosteroberamt Lichtenstern (Kloster Lichtenstern) aufgelöst und den übrig bleibenden Oberämtern zugeschlagen. Auch aus diesen Gebieten kamen einige Orte zum Oberamt Weinsberg, nämlich Dimbach, Lichtenstern (später Löwenstein zugeschlagen), Löwenstein, Neulautern, Unterheinriet (vom Amt Beilstein) und Waldbach. Im Gegenzug wurden 1807 die früher dem Oberamt Weinsberg zugehörigen Orte Horkheim dem Oberamt Heilbronn und Hütten dem Oberamt Gaildorf zugeschlagen. Grab, Großhöchberg, Neufürstenhütte, Vorder- und Hinterbüchelberg kamen zum Oberamt Backnang. 1842 wurde Geißelhardt mit Lachweiler (heute Teil Mainhardts) an das Oberamt Öhringen abgetreten. Von 1842 bis zur Auflösung 1926 blieb das Gebiet des Oberamtes dann unverändert.
Innerhalb weniger Jahrzehnte wurde im frühen 19. Jahrhundert die Verwaltungsorganisation Württembergs mehrfach grundlegend geändert. Übergeordnete Verwaltungseinheiten für das Oberamt Weinsberg waren ab 1806 der neu gebildete Kreis Heilbronn, in dessen Nachfolge ab 1810 die Landvogtei am untern Neckar mit Sitz in Heilbronn und schließlich von 1818 bis zu dessen Auflösung 1924 der Neckarkreis. Die 1810/1812 zum Oberamt Weinsberg gekommenen Unterämter Böhringsweiler (später Teil Wüstenrots, heute Teil Großerlachs), Löwenstein und Mainhardt wurden bis zur Organisationsreform 1818 aufgelöst. Das Oberamt erhielt als Folge der Trennung der Rechtspflege von Verwaltung und Polizei 1818 ein Oberamtsgericht mit Sitz in der Oberamtsstadt. Schon 1806 erhielt das Oberamt ein Kameralamt als neue Finanzbehörde in Nachfolge verschiedener Vorgängerbehörden (zunächst Kameraleinnehmerei genannt, Sitz ebenfalls in Weinsberg).

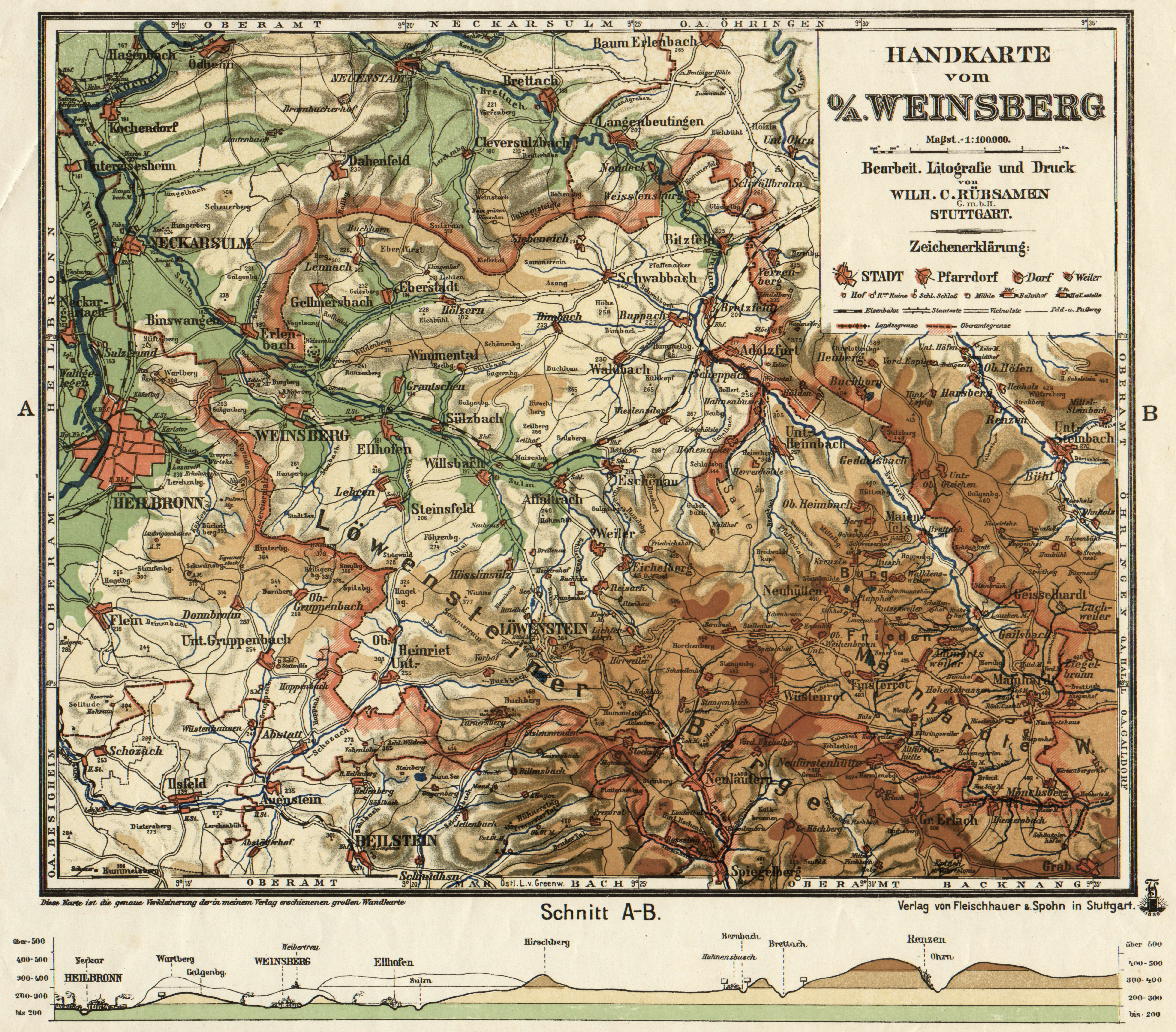
Das Oberamt Weinsberg 1923

Seit 1886 gab es in Württemberg Überlegungen, die Bezirkseinteilung des Landes zu ändern. 1906, 1911 und 1919 kam die Angelegenheit erneut in die politische Diskussion. Nach der im August 1923 als Einzelfall erfolgten Auflösung des Oberamtes Cannstatt unternahm es die württembergische Regierung 1923/1924 erneut, die Zahl der Oberämter zu verringern. Nachdem zunächst 23 Oberämter aufgehoben werden sollten, wurde diese Zahl auf sechs reduziert, um dann wieder auf sieben erhöht zu werden, wobei es sich bei dem siebten Oberamt um das Oberamt Weinsberg handelte. Die Reform scheiterte und führte im April 1924 zum Rücktritt der Regierung. Nachdem mehrere Gemeinden des Oberamtes Weinsberg noch 1924 den Wunsch nach Zuteilung zu anderen Oberämtern bekundet hatten, wovon sie sich geringere Umlagen versprachen, führte das Oberamt im Auftrag des württembergischen Innenministeriums im November 1924 eine Befragung durch. 18 Gemeinden befürworteten eine Auflösung des Oberamtes, 12 sprachen sich dagegen aus und 4 waren unentschieden. Die weitere politische Debatte führte schließlich zu einer Mini-Reform, der als einziges Oberamt das Oberamt Weinsberg zum Opfer fiel. Das württembergische Innenministerium führte am 17. März 1925 als Gründe die „von vornherein wenig glückliche Gestaltung“ des „bunt zusammengewürfelte(n) Bezirk(s)“ sowie das „Mißverhältnis zwischen notwendigem Aufwand und finanzieller Leistungsfähigkeit“ des Oberamtsbezirks an. Mit Wirkung vom 1. April 1926 wurde das Oberamt Weinsberg gegen den heftigen Protest der Stadt Weinsberg und der Weinsberger Bevölkerung aufgelöst und auf die umliegenden Oberämter verteilt. Auch eine Petition der Weinsberger Frauen an den Landtag zur Verhinderung der Auflösung des Oberamts, verbunden mit einer Unterschriftenaktion, blieb erfolglos.
Weinsberg, Eberstadt, Ellhofen, Lehrensteinsfeld, Löwenstein und Unterheinriet mitsamt ihren späteren Teilorten sowie Neulautern, Wüstenrot und die heutigen Teilorte von Obersulm wurden dem Oberamt Heilbronn zugeschlagen, Mainhardt und Ammertsweiler dem Oberamt Hall, Bretzfeld mit späteren Teilorten sowie Finsterrot, Maienfels und Neuhütten dem Oberamt Öhringen.

## Amtsorte
Amtsorte einschließlich der Oberamtsstadt waren ab 1842 bis zur Auflösung 1926:
| 1. Affaltrach (heute Teil Obersulms) 2. Ammertsweiler (heute Teil Mainhardts) 3. Bitzfeld (heute Teil Bretzfelds) 4. Bretzfeld 5. Dimbach (heute Teil Bretzfelds) 6. Eberstadt 7. Eichelberg (heute Teil Obersulms) 8. Ellhofen 9. Eschenau (heute Teil Obersulms) 10. Finsterrot (heute Teil Wüstenrots) 11. Geddelsbach (heute Teil Bretzfelds) 12. Gellmersbach (heute Teil Weinsbergs) 13. Grantschen (heute Teil Weinsbergs) 14. Hölzern (heute Teil Eberstadts) 15. Hößlinsülz (heute Teil Löwensteins) 16. Lehrensteinsfeld 17. Löwenstein | 1. Maienfels (heute Teil Wüstenrots) 2. Mainhardt 3. Neuhütten (heute Teil Wüstenrots) 4. Neulautern (heute Teil Wüstenrots) 5. Rappach (heute Teil Bretzfelds) 6. Scheppach (heute Teil Bretzfelds) 7. Schwabbach (heute Teil Bretzfelds) 8. Siebeneich (heute Teil Bretzfelds) 9. Sülzbach (heute Teil Obersulms) 10. Unterheimbach (heute Teil Bretzfelds) 11. Unterheinriet (heute Teil Untergruppenbachs) 12. Waldbach (heute Teil Bretzfelds) 13. Weiler (heute Teil Obersulms) 14. Weinsberg 15. Willsbach (heute Teil Obersulms) 16. Wimmental (heute Teil Weinsbergs) 17. Wüstenrot |

### Änderungen im Gemeindebestand seit 1813

Gemeinden und Markungen um 1860

Um 1825 wurde die Gemeinde Reisach (mit Lichtenstern) nach Löwenstein eingegliedert.
1828 wurde aus Teilen der Gemeinden Mainhardt und Finsterrot die neue Gemeinde Ammertsweiler gebildet.
1832 wurde Eichelberg von Weiler getrennt und zur selbständigen Gemeinde erhoben.
1835 wurde Siebeneich von Schwabbach getrennt und zur selbständigen Gemeinde erhoben.
1842 wurde die Gemeinde Geißelhardt ans Oberamt Öhringen abgetreten.
1844 wurde Weißlensburg nach Bitzfeld eingemeindet.
1847 wurde Geddelsbach von Unterheimbach getrennt und zur selbständigen Gemeinde erhoben.
1856 schlossen sich die Gemeinden Brettach (mit Maienfels) und Oberheimbach zur Gemeinde Maienfels zusammen. Im selben Jahr wurden Hohenegarten, Mönchsberg, Nüßlens- und Waspenhof von Wüstenrot nach Mainhardt umgemeindet, andererseits kamen Hals, Hasenhof und Weihenbronn von Ammertsweiler zu Wüstenrot.

## Amtsvorsteher

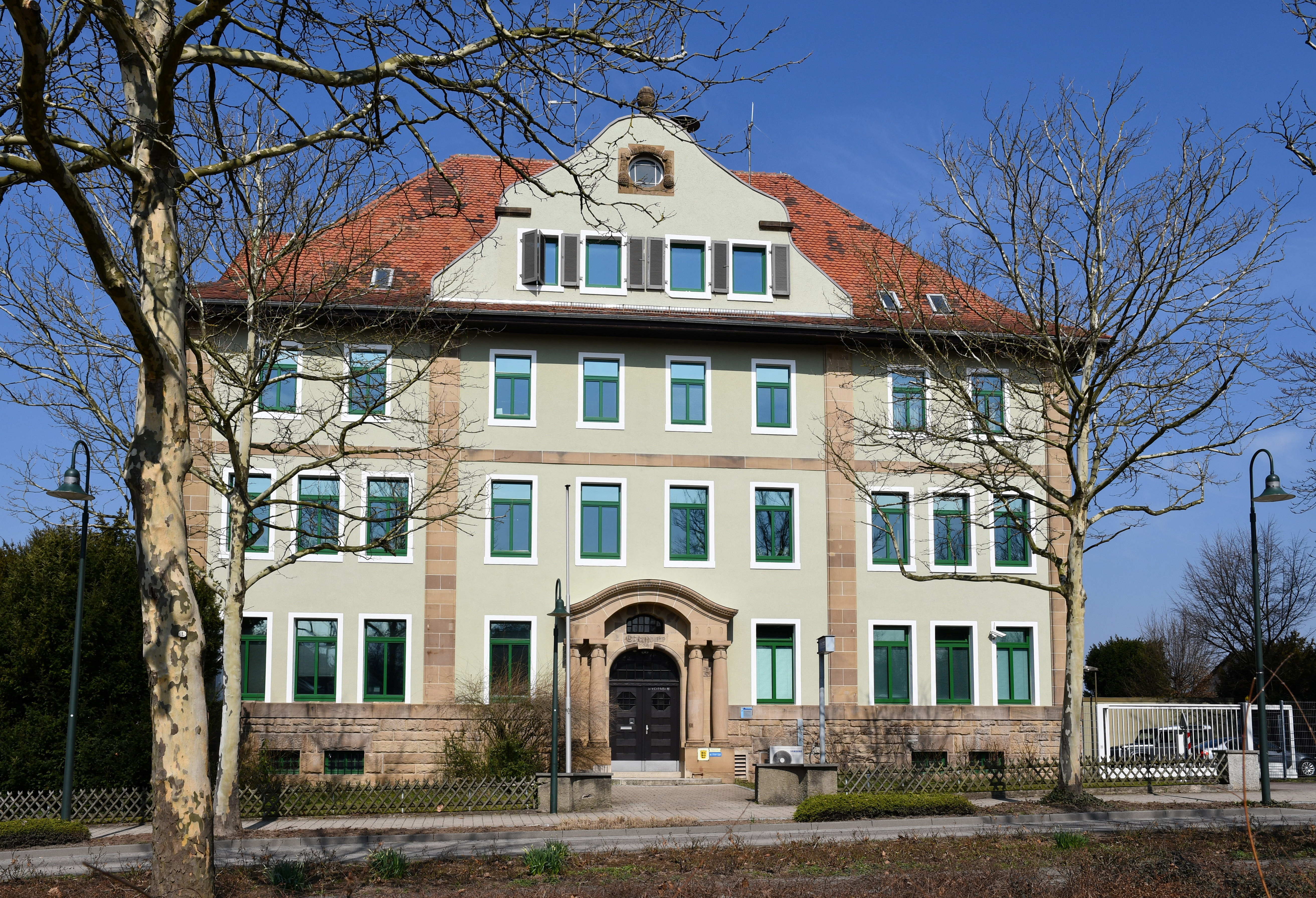
Das 1908/1909 errichtete Oberamtsgebäude, heute Sitz des Polizeireviers Weinsberg

- 1806 bis 1809: Johann Karl Heinrich Fetzer (* 2. Juni 1749 in Winzerhausen; † 14. Januar 1825 in Stuttgart), leitete bereits ab 1777 das altwürttembergische Amt Weinsberg.
- 1809 bis 1811: Ludwig Ferdinand Dapp (* 1. Juni 1756 in Stuttgart; † 1844), Oberamtmann an anderen Orten ab 1803, zuletzt Oberjustizrat in Ulm.
- 1811 bis 1817: Heinrich Aaron Spittler (* 10. Juli 1754 in Stuttgart; † 2. Oktober 1835 in Heilbronn), Oberamtmann an anderen Orten ab 1783, wurde aufgrund von Unordnung in der Verwaltung 1817 in den Ruhestand versetzt.
- 1817 bis 1842: Gottlieb Benjamin von Wolf (* 2. Dezember 1780 in Königsbronn; † nach 1842), Oberamtmann an anderen Orten ab 1809.
- 1842 bis 1852: Eberhard Friedrich Zais (* 26. Juli 1801 in Lombach; † 26. Mai 1888 in Cannstatt), war 1838 bis 1844 Abgeordneter für den Oberamtsbezirk Blaubeuren, wurde 1852 an das Oberamt Spaichingen strafversetzt und war zuletzt Oberamtmann in Schorndorf.
- 1852 bis 1870: Ferdinand Bürger (* 30. Januar 1804 in Stuttgart; † 2. September 1870 in Baden-Baden), Oberamtmann an anderen Orten ab 1839.
- 1870 bis 1877: Andreas Rath (* 8. Juni 1823 in Dettingen an der Ems; † 7. Juni 1894 in Cannstatt), war ab 1864 Oberamtmann in Riedlingen und nach 1877 Oberamtmann in Cannstatt.
- 1877 bis 1890: Robert Fleischhauer (* 2. Oktober 1833 in Bräunisheim; † 24. Mai 1903 in Stuttgart), Oberamtmann an anderen Orten ab 1870, nach 1890 in Schwäbisch Hall, später in Stuttgart. 1884 Träger des Ritterkreuzes 1. Klasse des Friedrichsordens, 1898 Träger des Ritterkreuzes des Ordens der Württembergischen Krone.
- 1891 bis 1897: Friedrich Zorer (* 13. Juli 1855 in Ellwangen; † 27. Januar 1935), nach 1897 Oberamtmann in Reutlingen
- 1897 bis 1900: Karl Ernst Baier (* 10. August 1863 in Heilbronn; † 5. Oktober 1948 in Künzelsau), 1906 Träger des Ritterkreuzes 1. Klasse des Friedrichsordens, 1913 Träger des Ritterkreuzes des Ordens der Württembergischen Krone.
- 1901 bis 1907: Theodor von Soden (* 15. April 1863 in Esslingen; † 25. Oktober 1914 im Felde), nach 1907 Oberamtmann in Tübingen. 1909 Ehrenritter des Johanniterordens, 1910 Träger des Ritterkreuzes 1. Klasse des Friedrichsordens, 1911 Träger des Ritterkreuzes 1. Klasse des Braunschweigischen Ordens Heinrichs des Löwen.
- 1907 bis 1925: Karl Eisele (* 20. Juli 1862 in Esslingen; † 21. November 1934 in Obertürkheim), ab 1902 Oberamtmann in Künzelsau. 1916 Wilhelmskreuzträger, 1917 Träger des Ritterkreuzes 1. Klasse des Friedrichsordens.

## Abgeordnete
Von 1815 bis 1918 dienten die württembergischen Oberämter auch als Wahlkreise für die Ständeversammlungen 1815 bis 1819, die Abgeordnetenkammer der Württembergischen Landstände und die drei verfassungrevidierenden bzw. -beratenden Landesversammlungen 1849 bis 1850.
Das Oberamt Weinsberg vertraten dabei folgende Abgeordnete:
- 1815–1817: Karl Heinrich Fetzer
- 1819–1819: Burkhard Friedrich Mauchart
- 1819–1825: Karl Heinrich Fetzer
- 1825–1831: Ludwig Ferdinand Dapp
- 1833–1833: Karl Mayer
- 1833–1838: Heinrich Pfaff
- 1838–1844: Gustav Rümelin
- 1844–1848: Karl Friedrich Heyd
- 1848–1849: Ferdinand Nägele
- 1849–1850: Franz Fraas
- 1851–1868: Karl Friedrich Troll
- 1868–1870: Hermann Niethammer
- 1870–1876: Johannes Mühlhäuser
- 1876–1881: Karl Nicolai
- 1882–1889: Karl Rettich
- 1889–1895: Wilhelm Meyder
- 1895–1900: Christian Hege
- 1900–1906: Reinhold Cleß
- 1906–1912: Albert Barth
- 1912–1918: Wilhelm Vogt